# ダウンサイズ (映画)
『ダウンサイズ』（Downsizing）は、2017年にアメリカ合衆国で公開されたSFコメディ映画である。監督・脚本・製作をアレクサンダー・ペインが務めており、主演をマット・デイモンが務めている。第74回ヴェネツィア国際映画祭オープニング作品。

## 概要
『サイドウェイ』のアレクサンダー・ペインと『オデッセイ』のマット・デイモンがタッグを組み、人口が増えすぎた地球での社会問題を解決すべく、人体を13cmに改造することにした夫婦を描いた異色のSF映画である。

## キャスト
※括弧内は日本語吹替声優。
- ポール・サフラネック - マット・デイモン（平田広明）
- ドゥシャン・ミルコヴィッチ - クリストフ・ヴァルツ（山路和弘）
- ノク・ラン・トラン（英語版） - ホン・チャウ（竹内夕己美）
- オードリー・サフラネック - クリステン・ウィグ（小林さやか）
- ヨルゲン・アスビョルンセン医師 - ロルフ・ラスゴード（英語版）（さかき孝輔）
- アン＝ヘレン・アスビョルンセン - イングヤルド・エッジバーグ（英語版）（塙英子）
- ヨリス・コンラッド - ウド・キア（沢木郁也）
- アンドレアス・ヤコブセン医師 - セーレン・ピルマーク（英語版）（北島善紀）
- デイヴ・ジョンソン - ジェイソン・サダイキス（青山穣）
- キャロル・ジョンソン - マリベス・モンロー（英語版）
- ポールの母 - ジェイン・ハウディシェル（英語版）
- 麻酔科標榜医 - ジェームズ・ヴァン・ダー・ビーク
- ペレイラ博士 - ジョアキム・デ・アルメイダ
- ラリー・サフラネック（オードリーの父） - フィル・リーブス
- ジェフ・ロノフスキ - ニール・パトリック・ハリス（上住谷崇）
- ローラ・ロノフスキ - ローラ・ダーン（塙英子）
- バーテンダー（酔っている男） - パトリック・ギャラガー
- シャトルの女性 - マーゴ・マーティンデイル

## 製作
当初、企画はマット・デイモン、リース・ウィザースプーン、ポール・ジアマッティ、サシャ・バロン・コーエン出演で進められていた。2015年8月2日、パラマウント映画が本作の配給をすることが報じられた。ジアマッティ、コーエンが降板してクリストフ・ヴァルツ、ホン・チャウ、アレック・ボールドウィン、ニール・パトリック・ハリス、ジェイソン・サダイキスの出演が決定した。2016年4月1日、トロントをはじめとしたカナダ・アメリカの都市で撮影が開始された。クリステン・ウィグが計画に参加すること、リース・ウィザースプーンが降板したことが判明した。